# Invisibles (film)
Invisibles è un film del 2007 diretto da Mariano Barroso, Isabel Coixet, Javier Corcuera, Fernando León e Wim Wenders e prodotto da Javier Bardem. È girato in luoghi ove opera l'organizzazione Medici Senza Frontiere.

## Trama
La pellicola è una storia composta da cinque episodi legati da un unico filo conduttore: il desiderio di dar voce a chi è rimasto avvolto dal velo dell'indifferenza e un tributo a coloro che non si sono mai voltati indietro.
Rappresenta soprattutto la volontà dei cinque famosi registi di presentare storie di vita reale dando visibilità ai protagonisti, vittime di altrettante crisi tra le più dimenticate dai mezzi di comunicazione e di cui si occupano Medici Senza Frontiere.
Tre conflitti armati e due malattie dimenticate vengono presentati in un film diretto con il solo scopo di far conoscere alcune delle situazioni più critiche e drammatiche al mondo e far uscire le vittime dall'ombra dell'indifferenza.
"Il mio rapporto con gli operatori di Medici Senza Frontiere è iniziato quando mi hanno aiutato ad interpretare il ruolo di un dottore sul terreno. Mi hanno fatto assistere a uno dei loro programmi di trattamento e prevenzione della malaria in Etiopia. Da allora lavoro con loro appena posso. È stato in quel momento che ho cominciato a pensare di parlare di quelli che loro chiamano 'gli invisibili', le vittime di conflitti armati, di malattie dimenticate dai mezzi di comunicazione, dai governi e dalle industrie farmaceutiche. Javier Bardem".

## Riconoscimenti
- Premi Goya 2008
  - Miglior documentario